# Бенифорур
Бенифору́р, также Бе́ни-Фору́р, Набиюфарур (перс. فرور کوچک‎) — принадлежащий Ирану остров в Персидском заливе Индийского океана. Расположен в 16 км к юго-западу от острова Форур. Административно входит в бахш Центральный шахрестана Абумуса остана (провинции) Хормозган. Наивысшая точка — 24 м. На острове расположен маяк.